# 八王子自動車教習所

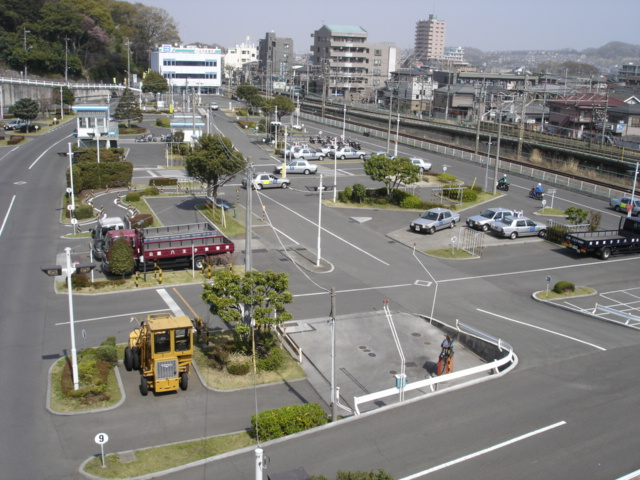
2005年当時の八王子自動車教習所

有限会社八王子自動車教習所（はちおうじじどうしゃきょうしゅうじょ）は、かつて東京都日野市にあった自動車教習所の運営会社である。

## 概要
八王子自動車教習所（日野市）、新八王子自動車教習所（八王子市）、それに二輪車専用の教習所である八王子ライダーズスクール（日野市）を運営していた。このうち、新八王子自動車教習所は1990年代、八王子ライダーズスクールは2005年7月31日に閉鎖・売却している。
他校との差別化を図るために、教習車にメルセデス・ベンツ190Eやアウディを使用したり、高級リムジンによる送迎を行ったりもしていた。
最後まで運営していた八王子自動車教習所は、東京都日野市のJR中央本線豊田駅前にあった。

## 突然の倒産・閉鎖
2008年10月30日まで通常通り営業していたが、翌31日に突如、経営の悪化から破産申し立てを行うと発表。すべての営業を中止し、東京地方裁判所八王子支部に破産手続開始の申し立てを行った。破産申し立て代理人は弁護士の桃尾重明。教習所閉鎖の際には3か月前に申告する旨の警視庁の行政指導には従わない、突然の閉鎖であった。
10月30日の時点では、2003年から全正社員が有期の契約社員に切り替えさせられていた60人の社員が在籍していたが、30日の業務終了後に突然破産が伝えられ、その場で全員が解雇された。
11月3日に開かれた債権者説明会において、教習受講者の中止された教習については他校への転校などを勧めるものの、本来返金すべき教習料金は返還できず、転校先で必要になる入所金・教習料も一切負担しないことを発表した（ただし、大学生協の斡旋で申し込んだ者は大学生協が責任を取り転校先で必要になる入所金・教習料を負担した）。
受講生に一切情報を知らせず閉鎖したことについて、破産申し立て代理人の桃尾は「倒産はいつも急なことです。」と経営者を擁護した。
債権者説明会では突然の教習所の閉鎖だけでなく前述のように教習料が返金されず、転校先で必要になる入所金や教習料も一切負担しない旨の発表に受講生が怒りを露わにし、その一部の女性の受講生は社長の土下座謝罪に対して「どうなさるんですか？「申し訳ございません」は何回も聞いたわ！」と怒りをぶつけるだけでなく「お忙しい中ネイルする時間あったんだもんねえ。そんな綺麗なピアス付けておめかしして」などと笑いながら社長の行動や身なりを皮肉る言動で周囲の教習生もその発言を面白可笑しく笑うなどまるで集団リンチのような異様な光景が繰り広げられた。
この翌日の11月4日に東京地方裁判所から保全命令が出た。2009年2月6日に破産手続開始が決定したが、同年10月5日付で費用不足のため破産廃止となり、完全消滅した。
そして2009年1月29日に飛鳥交通が飛鳥ドライビングカレッジ日野として引き継いだ。

## 沿革
- 1960年
  - 自動車教習所設立。東京都公安委員会が指定。
  - 二輪車専門教習所開設。
  - 不動産へ投資。
- 1992年
  - 経営者（代表取締役）が、先代の社長厚の娘である佐藤みどりに交替。
- 2008年
  - 10月30日 業務終了後、約75人の職員に対し、会社の破産申立てと教習所の閉鎖を通知。教習生に郵送で閉鎖通知。
  - 10月31日 破産を報告。東京地方裁判所に自己破産を申請。
  - 11月3日　日野市民会館にて教習生を含めた債権者に対する債権者説明会を実施。
  - 11月4日　東京地方裁判所民事第20部が保全管理を決定。
- 2009年
  - 2月6日 破産手続開始決定。
  - 3月末日をもってホームページを閉鎖。
  - 10月5日 破産廃止、法人格消滅。

## 運営していた教習所
- 八王子自動車教習所 - 東京都日野市旭が丘1-1および2（JR豊田駅そば、JR中央線線路沿い）
- 新八王子自動車教習所 - 東京都八王子市左入町（中央自動車道八王子インターチェンジそば。すでに閉鎖・売却）
- 八王子ライダーズスクール（二輪車専用） - 東京都日野市旭が丘（八王子自動車教習所とは別の場所。すでに閉鎖・売却されて、跡地はマンションとなっている）

## 取扱免許の種類
- 普通自動車免許
- 中型自動車免許
- 普通二輪車免許
- 普通二輪車免許小型限定
- 大型二輪車免許
- 大型特殊自動車免許